# Manoir de Kerguizec
Le manoir de Kerguizec est un édifice situé à Surzur en France.

## Localisation
Le manoir est situé sur le territoire de la commune de Surzur, au lieu-dit Kerguizec, dans le département du Morbihan en région Bretagne.

## Description
Le manoir date du XVIe siècle, édifice en rez-de-chaussée construit en moellons de granite . Toiture à longs pans recouverte d'ardoises.

## Historique
Manoir attesté en 1427, appartenant à Jean de Kerguézec. Les Kerguézec le possède encore en 1536. Le logis du XVIe siècle aurait brûlé au XVIIe siècle. Totalement remanié au XXe siècle avec des réemplois des vestiges de l'ancien manoir, lors de la construction vers 1900 du logis actuel en prolongement du logis du XVIe siècle . Les cadastres de 1810 et 1844 montrent en outre une tour d'escalier aujourd'hui détruite. Chapelle peut-être du XVIe siècle, totalement remaniée, n'est plus chapelle en 1848. Date de 1848 portée sur le logis est en retour. Colombier XVIIe siècle. Vestiges ; mauvais état.
Il est inscrit à l'inventaire général du patrimoine culturel.